# Fischenthal
Fischenthal is een gemeente en plaats in het Zwitserse kanton Zürich, en maakt deel uit van het district Hinwil.
Fischenthal telt 2029 inwoners.

## Geboren
- Kai Mahler (11 september 1995), freestyleskiër